# ルイテン星
ルイテン星（英語: Luyten's star）または GJ 273 は太陽系からこいぬ座の方向に約12.4光年離れたところに位置する赤色矮星である。見かけの等級は約9.9等級で、肉眼では観ることが出来ないほど暗い恒星である。この名称は、1935年に共同研究者 Edwin G. Ebbighausen と共に初めてこの恒星の固有運動を測定したウィレム・ヤコブ・ルイテンに因んで名付けられた。

## 特徴
| 太陽 | ルイテン星 |
| ---- | ---------- |
| 太陽 | Exoplanet  |

ルイテン星は太陽の約3割の質量と半径を持つ。スペクトル分類はM3.5V型で、この「V」という光度階級は恒星が、中心核で水素が核融合反応を起こすことでエネルギーを発している主系列星であることを示している。ルイテン星は自転が遅いため自転速度を測定することが出来ていないが、1 km/s以下であると予測されている。表面の恒星活動の周期的変動を測定した結果からは、ルイテン星は約116日かけて自転していることが示唆されている（これに基づくと、自転速度は0.15 km/s程度になる）。ルイテン星の表面温度は恒星としては比較的低温な3,380 Kであり、赤色矮星で特徴的な赤橙色の光を放つ。2008年の測定では表面温度は3,150 ± 100 K、ガイア計画での測定では約3,970 Kとなっている。
ルイテン星は現在、太陽系から遠ざかっている。太陽系に最も接近したのは約13,000年前で、11.96光年（3.67パーセク）以内まで接近した。ルイテン星に現在最も近い恒星はプロキオンで、1.124光年（0.345パーセク）離れている。仮にルイテン星を公転する惑星から夜空を眺めると、プロキオンは-4.5等級の明るさで見えるとされている。両者が最も接近したのは約600年前で、1.118光年（0.343パーセク）まで接近した。ルイテン星の空間速度成分は U = +16 km/s、V = -66 km/s、W = -17 km/s前後となっている。

## 惑星系
1937年から1980年の間、写真や位置天文学的観測の見地から、この恒星は惑星か褐色矮星を有している可能性があるとして注目され、いくつかの仮定が発表された。また、SIM (Space Interferometry Mission) の観測対象にも選ばれた。しかし視線速度観測の見地からは否定的であり、1990年の干渉計測定でも褐色矮星の存在は確認されなかった。
2017年3月、14年間に渡って行われた高精度視線速度系外惑星探査装置（HARPS）によるドップラー分光法での観測によって、ルイテン星の周囲を公転する2つの太陽系外惑星候補が発見された。このうち、外側を公転している ルイテンb（GJ 273 b）はルイテン星のハビタブルゾーン内の公転しているスーパーアースであると考えられている。下限質量は地球の2.89倍で、ルイテン星から約0.091 au離れた軌道を約18.65日で公転している。ルイテンbはルイテン星の保守的なハビタブルゾーンの内縁付近を公転しているが、ルイテン星からの放射の入射量は地球の1.06倍しかないため、水と大気が存在していれば居住可能性のある惑星となるかもしれない。アルベドの値に応じて、ルイテンbの表面の平衡温度は206～293 K（-67～20 ℃）の範囲内になるとされている。内側を公転している ルイテンc（GJ 273 c）は、ドップラー分光法で発見された最も質量が小さい惑星の1つで、その下限質量は地球の1.18倍である。しかし、その軌道はルイテン星にかなり近く、公転周期はわずか約4.72日しかない。
ルイテンbは、現在知られている太陽系外惑星の中ではプロキシマ・ケンタウリbに次いで2番目に近いハビタブル惑星（Habitable planet）であるとされている。
2019年には、新たに2つの惑星候補 ルイテンd（GJ 273 d）、ルイテンe（GJ 273 e）がドップラー分光法による観測で発見され、ルイテン星の周囲を公転する惑星の数は4個となった。
2017年10月、アクティブSETI（METI）とバルセロナで開催されている音楽祭「Sónar」によって行われた「Sónar Calling GJ 273b」プロジェクトで、ノルウェーにあるレーダーアンテナからルイテン星に向けて一連の無線信号が送信された。この信号は、メッセージを解読する方法に関する科学的・数学的なチュートリアルで構成されており、様々な音楽家が演奏した33曲のエンコードされた楽曲が含まれている。2018年5月14～16日に2つ目の信号が送信された。送信された信号は2030年3月11日にルイテン星に到達するとみられている。
| 名称 （恒星に近い順） | 質量                | 軌道長半径 （天文単位）     | 公転周期 (日)          | 軌道離心率      | 軌道傾斜角  | 半径 |
| --------------------- | ------------------- | --------------------------- | ---------------------- | --------------- | ----------- | ---- |
| c                     | ≥1.18 ± 0.16 M⊕     | 0.036467 ± 0.000002         | 4.7234 ± 0.0004        | 0.17+0.13 −0.12 | 80（仮定）° | —    |
| b                     | ≥2.89+0.27 −0.26 M⊕ | 0.091101+0.000019 −0.000017 | 18.6498+0.0059 −0.0052 | 0.10+0.09 −0.07 | 80（仮定）° | —    |
| d                     | ≥10.8+3.9 −3.5 M⊕   | 0.712+0.062 −0.076          | 413.9+4.3 −5.5         | 0.17+0.18 −0.17 | 80（仮定）° | —    |
| e                     | ≥9.3+4.3 −3.9 M⊕    | 0.849+0.083 −0.092          | 542 ± 16               | 0.03+0.20 −0.03 | 80（仮定）° | —    |